# Ловлячи осінні павутинки
«Ловлячи осінні павутинки» ( англ.  «Catching Gossamers») - збірка лірики Ігоря Павлюка та Юрія Лазірка, книга вийшла друком у 2011 році в американському видавництві CreateSpace (дочірня компанія Amazon.com)   трьома мовами: українською, англійською та російською. Один із перекладачів російською — Євгенія Більченко .
Книгу «Catching Gossamers» взяла на реалізацію найбільша світова розрібна книготорговельна мережа Barnes and Noble .